# Jayde Riviere
Jayde Yuk Fun Riviere (Pickering, 22 de janeiro de 2001) é uma futebolista canadense que atua como atacante. Atualmente joga pelo Michigan Wolverines.

## Carreira
Riviere começou a jogar pelo West Rouge SC aos quatro anos de idade, e mais tarde representou Pickering SC, Markham SC e o Ontario REX. Em 12 de novembro de 2017, ela fez sua estreia internacional em uma derrota por 3 a 1 para os Estados Unidos.

## Títulos
Canadá
- Jogos Olímpicos: 2020 (medalha de ouro)